# Hoeken e Kabeljauwen
Gli Hoeken e Kabeljauwen (in italiano traducibili come Lega del Gancio e Lega del Merluzzo) furono due fazioni che, tra il 1350 e il 1490 nella contea d'Olanda e nel vicino principato vescovile di Utrecht, si affrontarono in una serie di guerre. La maggior parte di queste furono combattute per la successione del titolo di conte d'Olanda ma anche come contrapposizione tra nobiltà conservatrice rappresentata dagli Hoeken e borghesia cittadina emergente e progressista rappresentata dai Kabeljauwen.
Il motivo dell'adozione del nome "Merluzzo" è incerta, ma molto probabilmente fu mutuato dall'armoriale di Baviera il quale, con i suoi rombi, assomiglia alle squame di un pesce. Il gancio, invece, potrebbe riferirsi all'asta uncinata utilizzata per la pesca del merluzzo.

## Margherita di Bavaria contro Guglielmo V (1345-1354)
Dopo che il conte Guglielmo IV fu ucciso nel 1345, la sorella Margherita ereditò la contea. Sposata con l'imperatore Ludovico IV viveva in Bavaria e, il marito decise di conferire la contea d'Olanda, insieme a quella di Zelanda e a quella di Hainaut al loro secondo figlio Guglielmo. Alla morte di Ludovico, avvenuta nel 1347, tutti i territori appartenuti alla famiglia furono affidati ai 5 figli. Dopo la prima divisione dei territori, nel 1349, Guglielmo, insieme ai fratelli Stefano e Alberto ottenne la Baviera, l'Olanda e la Zelanda.
Nel 1350, i nobili d'Olanda chiesero a Margherita di tornare. Come reazione a questa richiesta, un gruppo di sostenitori di Guglielmo costituì, il 23 maggio 1350, i Kabeljauwen. I sostenitori di Margherita si raccolsero allora, il 5 settembre dello stesso anno, negli Hoeken. Poco dopo le due fazioni entrarono in contrasto ed ebbe inizio la guerra civile in Olanda.
Edoardo III d'Inghilterra, marito di Filippa di Hainaut, sorella di Margherita, venne in suo soccorso combattendo e vincendo, nel 1351, una battaglia navale al largo di Veere. Poche settimane più tardi i sostenitori degli Hoeken e i loro alleati inglesi, furono battuti da Guglielmo e dai Kabeljauwen nella battaglia di Vlaardingen, compromettendo la causa di Margherita. Edoardo poco dopo cambiò parte, così che nel 1354 Margherita si trovò costretta a un compromesso, riconoscendo il figlio come conte d'Olanda e Zelanda e mantenendo per sé stessa la Hainaut. Margherita morì due anni più tardi, lasciando in eredità al figlio anche l'Hainaut. Guglielmo era sposato con Matilde di Lancaster, sorella di Bianca di Lancaster.

## Giacomina di Baviera contro Filippo il buono (1417-1428)
Anche se nel periodo successivo al 1356 vi furono diversi contrasti, il conflitto tra le due fazioni riemerse alla morte, nel 1417, di Guglielmo II di Baviera-Straubing. Sia il fratello Giovanni III che la figlia Giacomina di Hainaut reclamarono le contee. I Kabeljauwen scelsero di stare dalla parte di Giovanni, e, dopo la sua morte, di Filippo il buono, Duca di Borgogna, mentre gli Hoeken supportarono Giacomina.
Il risultato di queste battaglie e in particolar modo la sconfitta di Giacomina nella Battaglia di Brouwershaven, fu che a lei fu consentito di mantenere il titolo di contessa di Hainaut, Olanda e di Zelanda, ma Filippo avrebbe comandato sulle contee. Filippo divenne erede delle contee, e Giacomina, già tre volte vedova e senza figli, non fu autorizzata a risposarsi senza il consenso di Filippo.
Giacomina perse il titolo quando nel 1432 si risposò con Frank van Borssele.

## Il principato vescovile di Utrecht contro i Borgogna
Il periodo tra il 1430 e il 1450 fu relativamente tranquillo, ma, quando Filippo il buono provò ad espandere la sua influenza nel Principato vescovile di Utrecht facendo nominare vescovo suo figlio naturale, David di Borgogna, la resistenza degli Hoeken riemerse a Utrecht. Questo portò all'Assedio di Deventer, e due guerre civili, (1470-1474) e (1481-1483), conclusesi favore dei Kabeljauwen e dei Borgogna dopo la battaglia di Westbroek e l'assedio di Utrecht.

## Frans van Brederode contro Massimiliano I d'Asburgo
Quando, nel 1482, con la morte di Maria di Borgogna la Casa di Borgogna si estinse, gli Hoeken si rivoltarono ancora una volta contro il di lei marito e, al tempo stesso, successore Massimiliano I d'Asburgo. La rivolta, guidata da Frans van Brederode, fu definitivamente sedata nel 1490.